# Paul Mayaud
Pour les articles homonymes, voir Mayaud.
Paul Mayaud, né à Saumur le 15 mars 1814 et décédé le 21 décembre 1881 au château de La Tremblaye (Cholet), est un industriel et homme politique français.

## Biographie
Riche industriel saumurois, fabricant de chapelets et d'objets religieux, il fut élu, le 8 février 1871, représentant du Maine-et-Loire à l'Assemblée nationale, par 96,920 voix sur 120,174 votants. Il siégea à droite, fit partie de la réunion des Réservoirs, fut l'un des 94 signataires contre l'exil des Bourbons, et vota pour les préliminaires de paix, pour l'abrogation des lois d'exil, pour la pétition des évêques, contre le service de trois ans, pour la démission de Thiers, pour le septennat, pour le ministère de Broglie, contre le retour à Paris, contre les lois constitutionnelles. 
Il avait été en outre élu, le 8 octobre 1871, conseiller général du canton de Montfaucon. 
Mayaud rentra, en 1876, dans la vie privée.
Il rachetât en 1846 le domaine de La Tremblaye à Cholet. Il y fit construire l'actuel château par l'architecte René Hodé et confia les jardins à Paul de Lavenne de Choulot.
Il avait épousé Ursule de Foucauld de Pontbriand dont il eut un fils.

## Sources
- « Paul Mayaud », dans Adolphe Robert et Gaston Cougny, Dictionnaire des parlementaires français, Edgar Bourloton, 1889-1891 [détail de l’édition]
- Les Bouches-du-Rhône: encyclopédie départementale, Volume 4,Partie 2, 1931